# Кушнірівка
Кушні́рівка — село в Україні, у Волочиській міській громаді Хмельницького району Хмельницької області. Населення становить 307 осіб. До 2020 орган місцевого самоврядування — Холодецька сільська рада.

## Назва
Назва села походить від місцевих ремісників, які займались кушнірством — вичинкою хутра і шкір.
19 вересня 2024 року Верховна Рада підтримала перейменування села Кушнирівка на Кушнірівка. 26 вересня 2024 року перейменування набуло чинності.

### Історія
Протягом 1430-1664 років село знаходилось у володінні князів Мукосесорів, Збаранських, Вишневецьких.
1593 року спустошене набігами турків.
1671 року зазнало набігів татар.
В середині XVIII століття село налічувало 70 дворів або 473 осіб.
1768 року на Кушнірівку поширився антифеодальний рух Коліївщина. 
1784 року в селі збудовано церкву Святого Великомученика Димитрія. 1831 року церква була в занедбаному стані, розпочався її ремонт, який тривав до 1874 року. Того ж року церкву було освячено, почала діяти школа грамоти. За іншими даними церкву збудовано 1865 року. Церква мала 786 православних прихожан.  
Від 1867 року ведуться метричні книги. 
6 червня 1789 року Кременецька магістратура засудила до страти ватагу В. і Т. Мельників, які готувались до бунту.
Наприкінці XVIII століття с. Кушнірівка належало Северину Вислоцькому, потім Каплинському. Входило до Маначинської волості, Купільського благочинного приходу.
Наприкінці XIX століття село належало Бодовським. У ньому налічувалося 78 будинків та 481 мешканців. За переписом 1911 року до великої земельної власності належало 249 десятин.
7 (20) листопада 1917 року, відповідно до Третього Універсалу Української Центральної Ради, увійшло до складу Української Народної Республіки.

### Радянська окупація
У 1917-1921 роках у селі кілька разів змінювалась влада, остаточну владу отримали більшовики.
Розпочата 1929 року колективізація зазнала опору значної кількості селян, частина з яких потрапили під висилку. Наприкінці 1929 року колективізація була завершена. Станом, на 1930 рік колгосп мав 18 корів, 28 коней, 16 поросят. З сільськогосподарської техніки - 2 кінні жатки, 21 культиватор, 2 кінних сівники, борони, котки, 16 возів.
У 1931 році колгосп придбав трактор «ХТЗ». Того ж року колгосп очолив М. М. Добрянський.
Врожай 1932 року склав з 1 га — 10 ц пшениці, 9 ц жита. Після виконання державних поставок жителі села залишились без харчів. Влітку 1933 року голод забрав життя близько сотні селян.
У 1934 році в селі було зруйновано церкву.
У 1936 році поголів'я худоби складало 66 корів, 89 свиней, 118 корів. Закуплено вантажну автомашину.
Протягом 1929-1939 років змінилось 6 голів колгоспу. У 1939 році головою призначено Г. Д. Карпенка, головою сільської ради — І. Ф. Ревуцького.

### Німецька окупація
8 липня 1941 року Кушнирівка окупована німецькими військами. В долині, по напрямку до с. Клинини, прийняв бій екіпаж радянського танку у складі І. Абросимова, П. Ширінкова, І. Трифонова. По закінченню війни долина здобула назву «Танкова».
Сільським старостою обраний П. Поліщук, головою колгоспу — Т. Кравець.
Під час німецької окупації до Німеччини примусово відправили 47 мешканців с. Кушнірівка, троє з них не повернулися додому.
На фронтах німецько-радянської війни загинув 71 мешканець Кушнірівки. В пам'ять про воїнів-односельців у 1967 році в селі споруджено обеліск.

## Повоєнні роки
У 1954 році двоє механізаторів місцевого колгоспу за комсомольськими путівками направлені на підняття цілини у Казахстан.
У 1961 році головою колгоспу обрано В. І. Ревуцького.
24 травня 1967 року відкрито автобусне сполучення з райцентром і через село пройшов перший автобус.
У 1989 році головою укрупненого колгоспу ім. Дзержинського, куди входили мешканці сіл Кушнірівка та Холодець, призначений Л. І. Шиманський.

### Роки незалежності
На базі колгоспу створено сільськогосподарський виробничий кооператив ім. Дзержинського, головою якого залишився Л. І. Шиманський.
У 1995 році село повністю газифіковане.
12 червня 2020 року, відповідно до розпорядження Кабінету Міністрів України № 727-р «Про визначення адміністративних центрів та затвердження територій територіальних громад Хмельницької області», увійшло до складу Волочиської міської громади.
19 липня 2020 року, в результаті адміністративно-територіальної реформи та ліквідації Волочиського району, увійшло до складу новоутвореного Хмельницького району.

## Населення
Станом на 1 січня 2002 року у селі мешкало 298 осіб та налічувалося 143 домогосподарства.